# 阿曼紅娘魚
阿曼紅娘魚為輻鰭魚綱鮋形目牛尾魚亞目角魚科的其中一種，分布於西印度洋區，從亞丁灣至印度南部海域，棲息深度56-329公尺，體長可達13.5公分，為深海底棲性魚類，屬肉食性。

## 擴展閱讀
維基物種上的相關：阿曼紅娘魚